# Каффа (государство)
Каффа (ок. 1390—1897) — государство, располагавшееся на территории современной Эфиопии, с первой столицей в городе Бонга. Река Годжэб формировала его северную границу, за которой находились королевства Gibe; с востока между Каффа и рекой Омо находилась территория народов Konta и Kullo; с юга — многочисленные подгруппы народа гимирра, а к западу проживал народ Majangir. Каффа считается родиной кофе.

## История
Государство Каффа возникло, вероятно, в конце XIII века. Оно было основано народом гонга, говорившим на языке каффа, который с тех пор стал называть себя каффичо. 
Вторжение в XVI веке на Абиссинское нагорье племена оромо (галла) отделили Каффу от Эфиопии. В начале XIX века царю Каффы подчинялось около сорока выплачивавших ему дань правителей разных областей. Царь Каффы был также верховным жрецом, а вступивший в 1854 году на престол царь Кайе Шерочо объявил себя богом. Однако власть царя ограничивалась советом семи микиречо, состоявшим из старейшин, представителей семи наиболее влиятельных племен. Из сыновей умершего царя микиречо выбирали его преемника.
В Каффе было широко распространено рабовладение, особенно среди знати, однако и рядовые жители имели по два-три раба. При этом рабы и их дети считались членами семьи хозяина и могли даже вести собственное хозяйство с его разрешения. 
С 1881 года семь раз военачальники эфиопского негуса Менелика II пытались подчинить Каффу, однако решающего успеха им добиться не удалось. Но в марте 1897 года три эфиопские армии общей численностью 31 000 человек под командованием раса Вольде Гиоргиса вторглись в Каффу. После восьми месяцев войны Каффа была присоединена к Эфиопии, а последний царь Каффы Гаки Шерочо был пленён. 